# Marienbaum
Marienbaum – dzielnica miasta Xanten.

## Historia
Już w XI wieku założono osiedle krajobrazów leśnych i łąkowych, w odległości 7 kilometrów od centrum miasta Xanten – Marienbaum. Tak, jak w dzisiejszej dzielnicy Vynen powstał kościół okolicznych chłopów, w którym Broechem, obecnie Marienbaum było zaangażowane. W 1419, w Broechem został zbudowany Dom Balken.
Historia pielgrzymek Marienbaum rozpoczyna się w 1430, gdy według legendy sparaliżowany pasterz odkrył postać Marii w koronie dębu, w kształcie klatki schodowej, a następnie wyzdrowiał. 8 lat później rozpoczęła się budowa kaplicy w miejscu, które nazywało się An gen Trappenboom. W 1441 budynek został ukończony, a pielgrzymi zwiedzały  Marienbaum. W 1460 Maria z Burgundii, w pobliżu kaplicy założyła podwójny klasztor według reguł Brygidy Szwedzkiej. Podczas, gdy Marienbaum w 1590 nadal liczył 17 palenisk, mieszkało tam w 1705 110 mieszkańców, w 23 domach i prawie 80 członków klasztoru. W latach 1712–1714 rozebrano kaplicę na części, a nad nią zbudowano kościół Wniebowzięcia Najświętszej Maryi Panny.
Pod rządami napoleońskimi klasztor został zsekularyzowany i został przekształcony kościół w kościół parafialny. Budynki klasztorne zostały jednak rozebrane, a ludność 365 osób policzona.
Wiosną 1945, kiedy Dolny Ren stał się frontem podczas II wojny światowej, stacja Marienbaum nabrała strategicznego znaczenia. W bitwie pod Totenhügel pod Uedem w lutym 1945 czołgi były stale transportowane przez stację w Marienbaum. Było to zatem częścią Operacji przeboju. Ataki bombowe na Marienbaum w dniach 27 i 28 lutego 1945  zniszczyły 40 procent gminy, która została odbudowana w następnych latach.
1 lipca 1969 Marienbaum zostało włączone do miasta Xanten, a w 1973 Marienbaum został nadany tytuł złotej wsi jako najpiękniejszej miejscowości Dolnego Renu. 4 czerwca 1999 Marienbaum wygrał dystrykt pierwszej rundy zawodów Nasza wioska powinna być ładniejsza w dzielnicy Wesel, po tym, jak zajęła kilka razy drugie miejsce.
Do 1989 istniały między miastami Xanten i Kleve jednotorowe połączenie kolejowe, które między innymi kursowały do Marienbaum oraz gminy Kalkar i Bedburg-Hau. Linia kolejowa została zamknięta w grudniu 1989. Na powierzchni drogi znajduje się dziś całkowicie obszar miejski, należący do Xanten, a na terenie miejskim, należącym do Kalkar występuje częściowo ścieżka rowerowa.
Dzisiaj prawie 15 tysięcy pielgrzymów podróżuje rocznie do gminy Marienbaum.

## Polityka

### Herb
Blazonowanie: Na niebieskim tle srebrne (białe) drzewo dębowe z trzema gałęziami, liśćmi (8:7:8) i trzema gałęziami korzeni. Z przodu i z tyłu tarczy występuje złota (żółta) lilia. Herb został zatwierdzony 24 kwietnia 1961  przez rząd prezydenta w Düsseldorfie.
Znaczenie: Jest to tak zwany "herb mówiący" – lilie oznaczają św. Maryję = Marien i dąb dla baum, czyli drzewo. Lilie wskazują również na przynależność społeczności do Księstwa Kleve.

## Zabytki

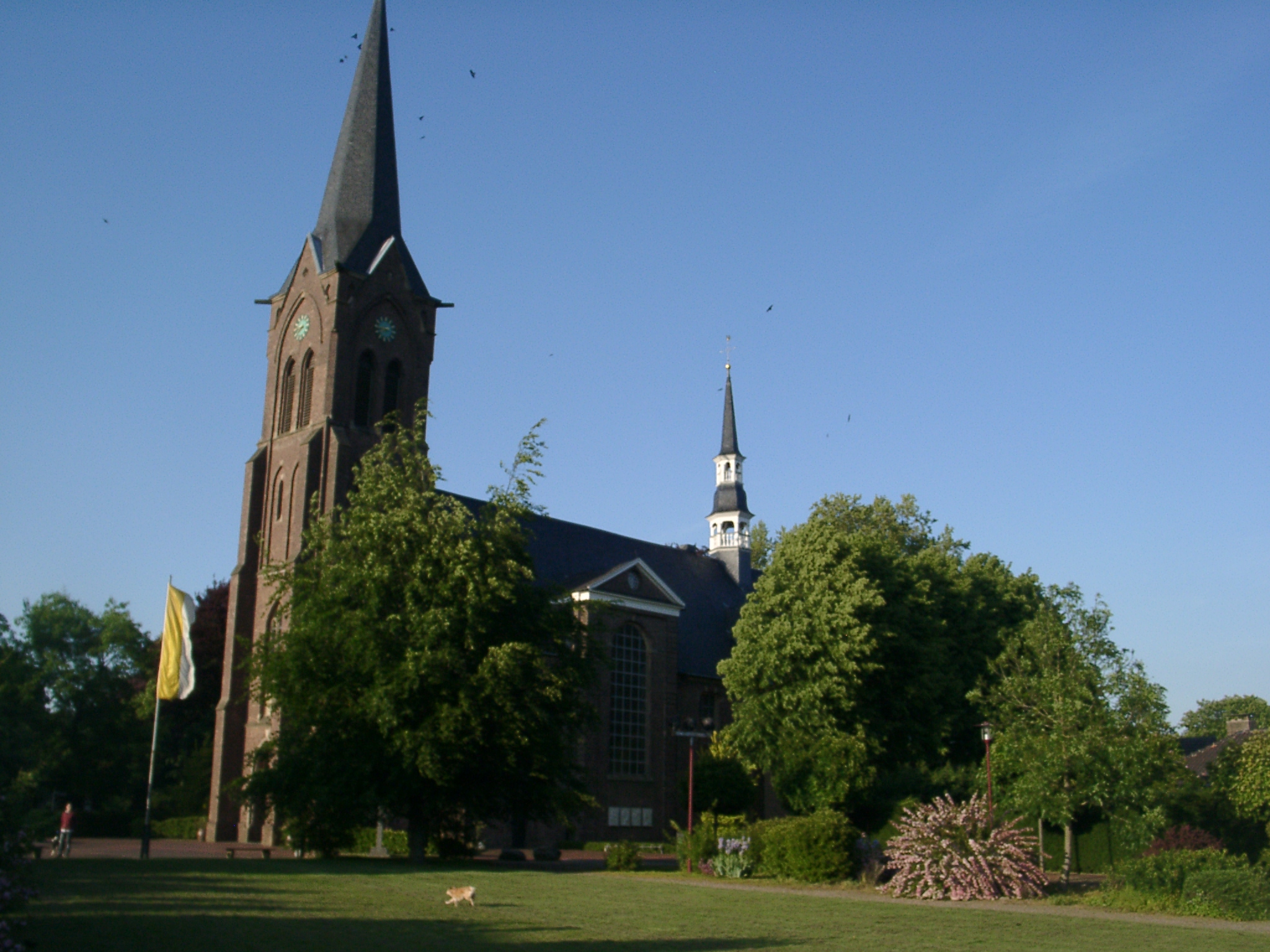
Kościół Wniebowzięcia Najświętszej Maryi Panny

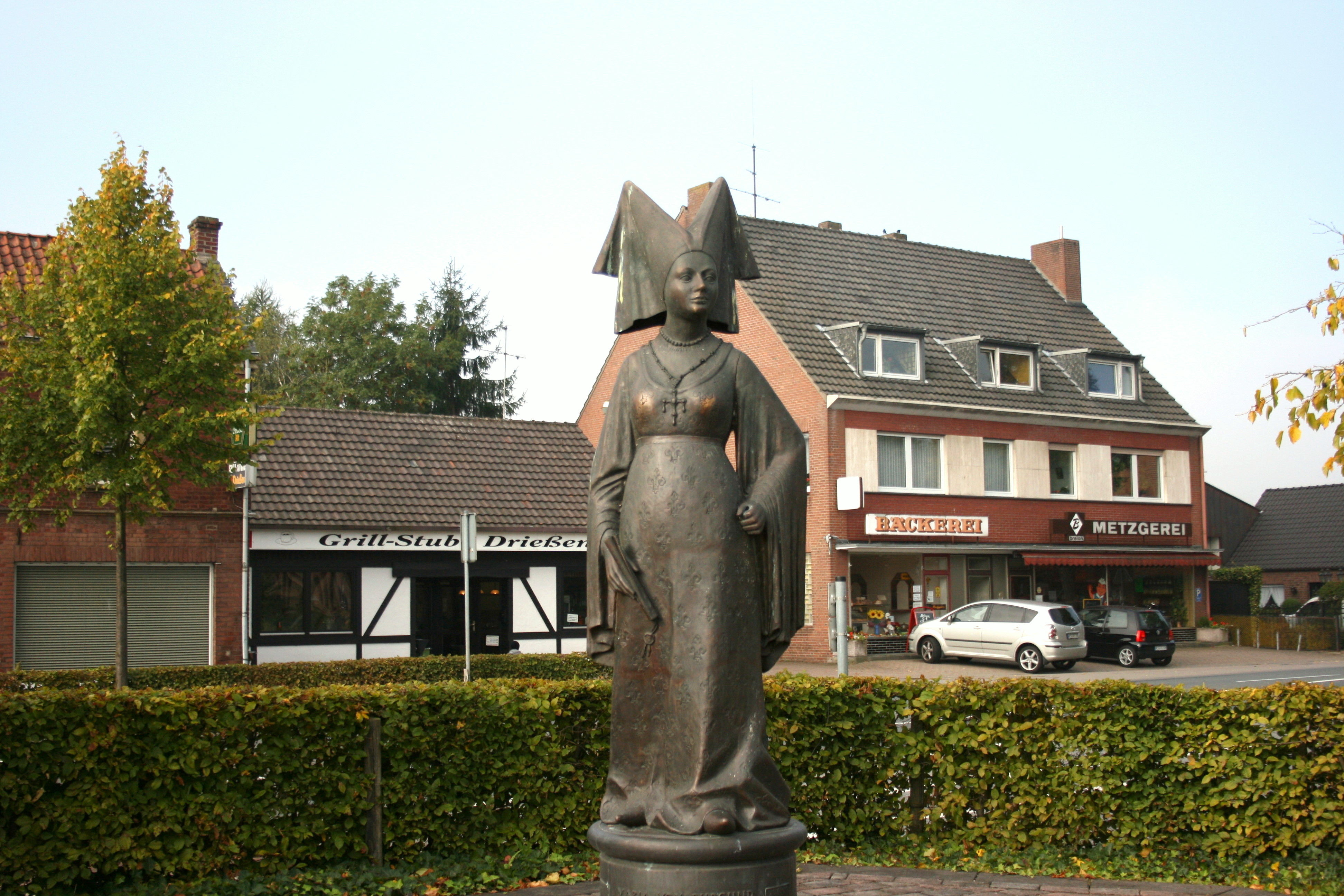
Pomnik Maryi z Burgundii

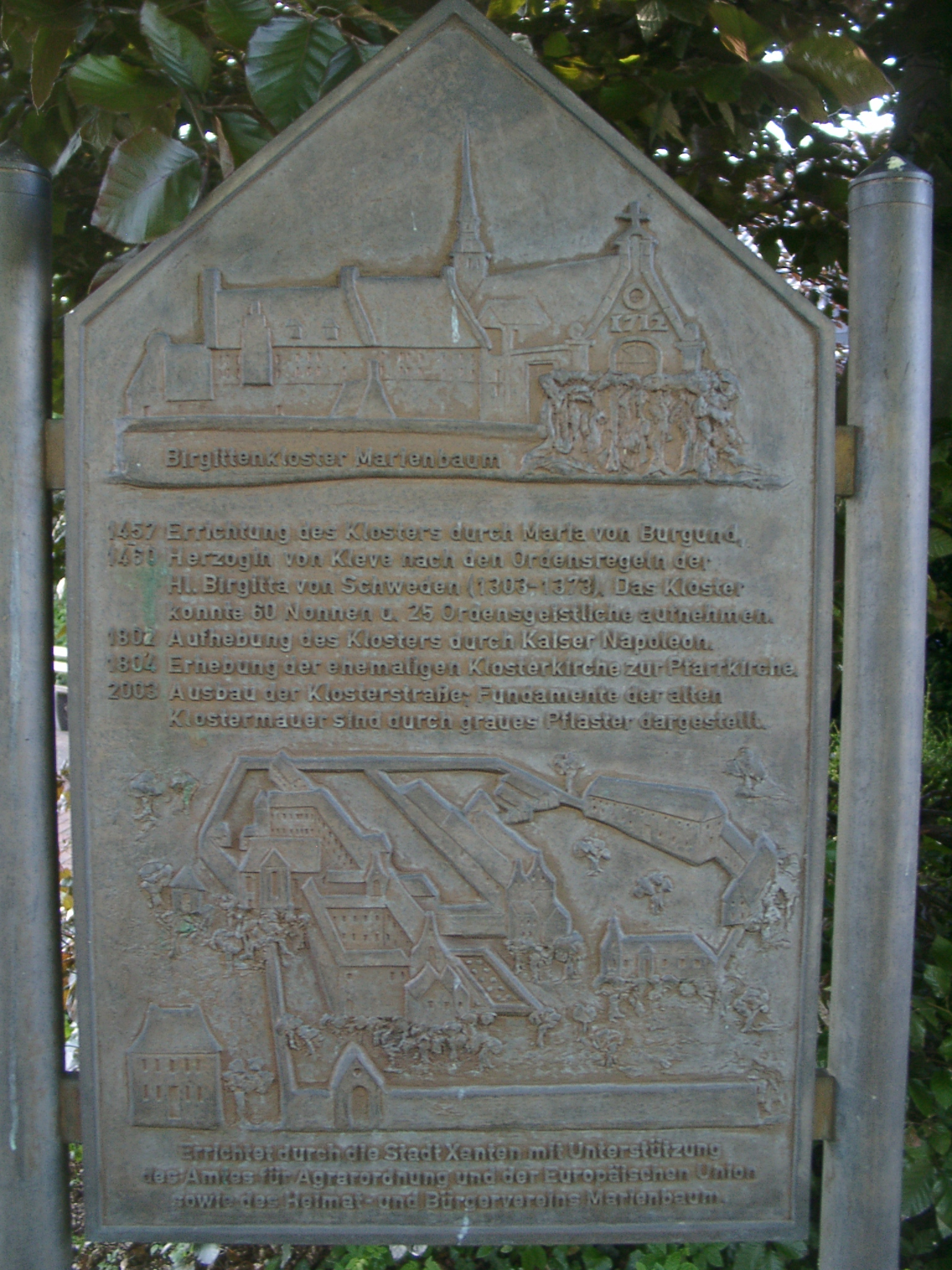
Tablica pamiątkowa dla byłego klasztoru

- Kościół Wniebowzięcia Najświętszej Maryi Panny, kościół pielgrzymkowy z dołączonym muzeum pielgrzymkowym,
- Pomnik Maryi z Burgundii, założycielki byłego klasztoru Brygidy w Marienbaum,
- Marienbaum znajduje się w bezpośrednim sąsiedztwie rezerwatu przyrody, lasu uedemerskiego.

## Literatura
- Willem van Gherwen: Historie Van Marien-Boom : Verdeelt in dry Deelen. Het eerste Deel. Van de Vindinge van het Mirakeleus Beelt. Het tweede Deel. Van de Opkomste des Kloosters. Het derde Deel. Van de Mirakelen aldaer geschiet door de Voor-spraeck van de Heylige Maget Maria. Abbema, Embrik 1711;
- J. M. Kreiten: Beschreibung des ehemaligen Klosters von Marienbaum von neuem historisch an's Licht. Qualburg 1845 (Wersja cyfrowa);
- Stroband, Bernhard: Die Geschichte des Wallfahrtsortes Marienbaum am Niederrhein; 1898. Wersja cyfrowa biblioteki uniwersyteckiej i państwowej w Düsseldorfie;
- Robert Scholten: Marienbaum als Wallfahrtsort und ehemaliges Birgittinnen-Doppelkloster. Gesthuysen, Xanten 1909;
- Klein, Elisabeth: Das Heimatmuseum Marienbaum, 1986;
- Hohmann, Karl-Heinz: Die Pfarr- und Wallfahrtskirche St. Mariä Himmelfahrt in Marienbaum, 1993;
- Lehmann, Klaus Michael: Die Deymann Wassermühle in Marienbaum, 1993;
- Max Creutz: Marienbaum und seine Kunstschätze, 1927;
- Die Kunstdenkmäler der Rheinprovinz 13, 1892, str. 34 ff;
- Bergmann, Ludwig: Mirakelberichte aus den Wallfahrtsorten Marienbaum und Kevelaer, in: Buscher, G.: Marienbaum, Beiträge zur Geschichte seines Birgittenklosters, in: Annalen des Historischen Vereins für den Niederrhein 158, 1956, str. 139 ff.